# Дуб «Суразький»
Дуб «Суразький» — ботанічна пам'ятка природи місцевого значення в Україні. Розташована на території Кременецького району Тернопільської області, на околиці села Сураж, Суразьке лісництво, кв. 173 в. 1, лісове урочище «Суразька дача», садиба лісництва.
Площа — 0,02 га. Статус отриманий у 1990 році.